# Umberto Zanetti
Umberto Zanetti (Bologna, 4 maggio 1930 – Dozza, 14 marzo 2025) è stato un pittore e artista italiano.

## Biografia
Artista autodidatta, Zanetti apprese la pittura dal nonno materno, Pietro Rocchi, insegnante presso l'Istituto Artistico di Parma. Coltivò, inoltre, la passione della mineralogia, che influenzò molte sue opere.
Famoso per la pittura con pigmenti ricavati dalla lavorazione dei minerali, era esperto anche nella creazione di vetrate artistiche, realizzate con la tecnica tradizionale del vetro legato a piombo.
Grazie alla sua arte realizzò  molte mostre in giro per il mondo: l'esposizione a Bologna nel 1958, alla biennale della grafica di Helsinki del 1973 fino ad arrivare a Seul nel 1988 (in occasione delle Olimpiadi), ma anche a Parigi, New York, Toronto e Los Angeles.
Il 2 agosto 1980 rimase coinvolto nell'attentato alla Stazione di Bologna: Zanetti, insieme al figlio, fu uno dei sopravvissuti all’esplosione della bomba che ferì 200 persone e ne uccise 85, tra cui sua moglie.
Nel 1992 collaborò con Federico Fellini. Realizzò inoltre alcuni progetti per lo storico Grand Hotel Rimini.
Espose, nel corso degli anni, presso Palazzo dei Diamanti, Palazzo Re Enzo, Palazzo Ordelaffi e in numerose città estere.

## Opere principali
- Vetrata, Chiesa S. Spirito, Imola

- Vetrata, Chiesa di S. Girolamo, Tossignano[6]

- Pavimentazione, Grand Hotel Rimini[7]

- La vita prima e dopo, MAR, Ravenna

- La vita dopo la morte, Agenzia Regionale per il Lavoro, Bologna[8]

- Uno spazio: memorie e osservazioni, Assemblea legislativa dell'Emilia-Romagna, Bologna[9]